# 로버트 도냇
프레드릭 로버트 도냇(영어: Fredrich Robert Donat, 1905년 3월 18일~1958년 6월 9일)은 영국의 영화 배우이다. 그는 앨프리드 히치콕의 《39 계단》과 아카데미상을 수상한 《굿바이 미스터 칩스》로 유명하다. 도냇은 평생 천식에 시달렸음에도 성공적인 연기 경력을 이어간 것으로도 유명하다.

## 작품 목록
- 헨리 8세 (1933년 영화)
- 39 계단 (1935년 영화)
- 시타델 (1938년 영화)
- 굿바이 미스터 칩스 (1939년 영화)